# 反嘴鹬

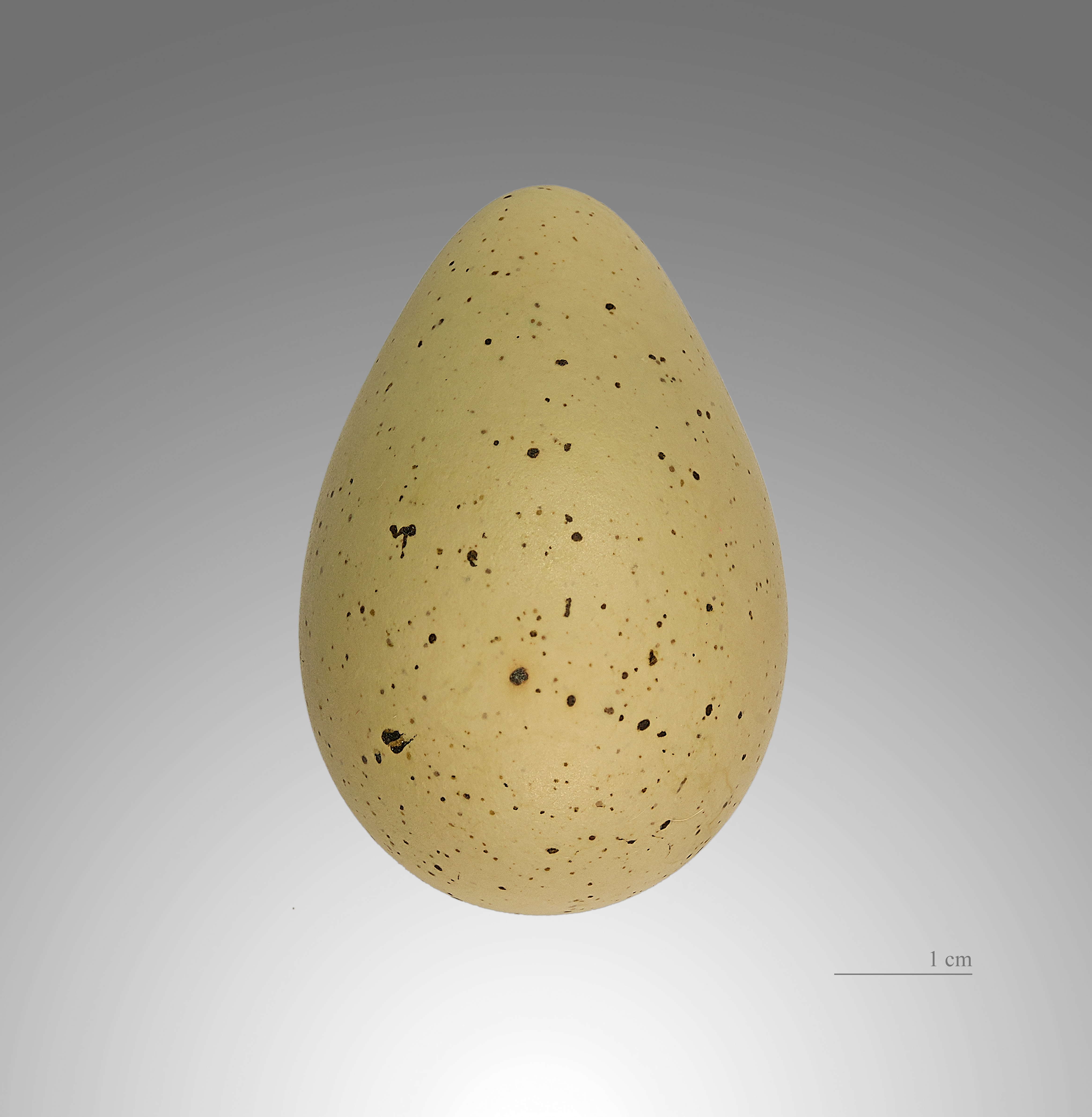
反嘴鹬的鳥蛋

反嘴鷸（学名：[Recurvirostra avosetta] 错误：{{Lang}}：文本有斜体标记（帮助）），又称反嘴鴴、反嘴長腳鷸，为反嘴鹬科反嘴鷸屬的鸟类。这物种分布在欧洲，西亚和中亚的温带地区。这是一个迁徙物种，大部分冬季迁徙至非洲或亚洲南部。部分冬季停留在分布地区最温暖的区域，例如西班牙南部和英格兰南部。在中国大陆，分布于华北和华南等地。该物种的模式产地在意大利。反嘴鷸是非歐亞遷移性水鳥協定（AEWA）適用的物種之一。

## 分類
反嘴鷸是由卡爾·林奈在他1758年的《自然系統》第10版中首次描述的眾多鳥類物種之一，當時牠被賦予了雙名法的學名Recurvirostra avosetta.。該物種的英語名稱和學名來自威尼斯語單詞avosetta。該名稱首次出現在烏利塞·阿爾德羅萬迪的《鳥類學》（Ornithologia） （1603） 中。 雖然該名稱可能與歐洲律師或法律代表曾經穿著的黑白服裝有關，但實際的辭源學尚不確定。
這是組成反嘴鷸屬（Recurvirostra）.的四個反嘴鷸物種之一。屬名來自拉丁語recurvus，意為「向後彎曲」和rostrum，意為「鳥喙」。 2004年結合基因和形態學的研究顯示，牠是該屬中最具差異性的物種}>

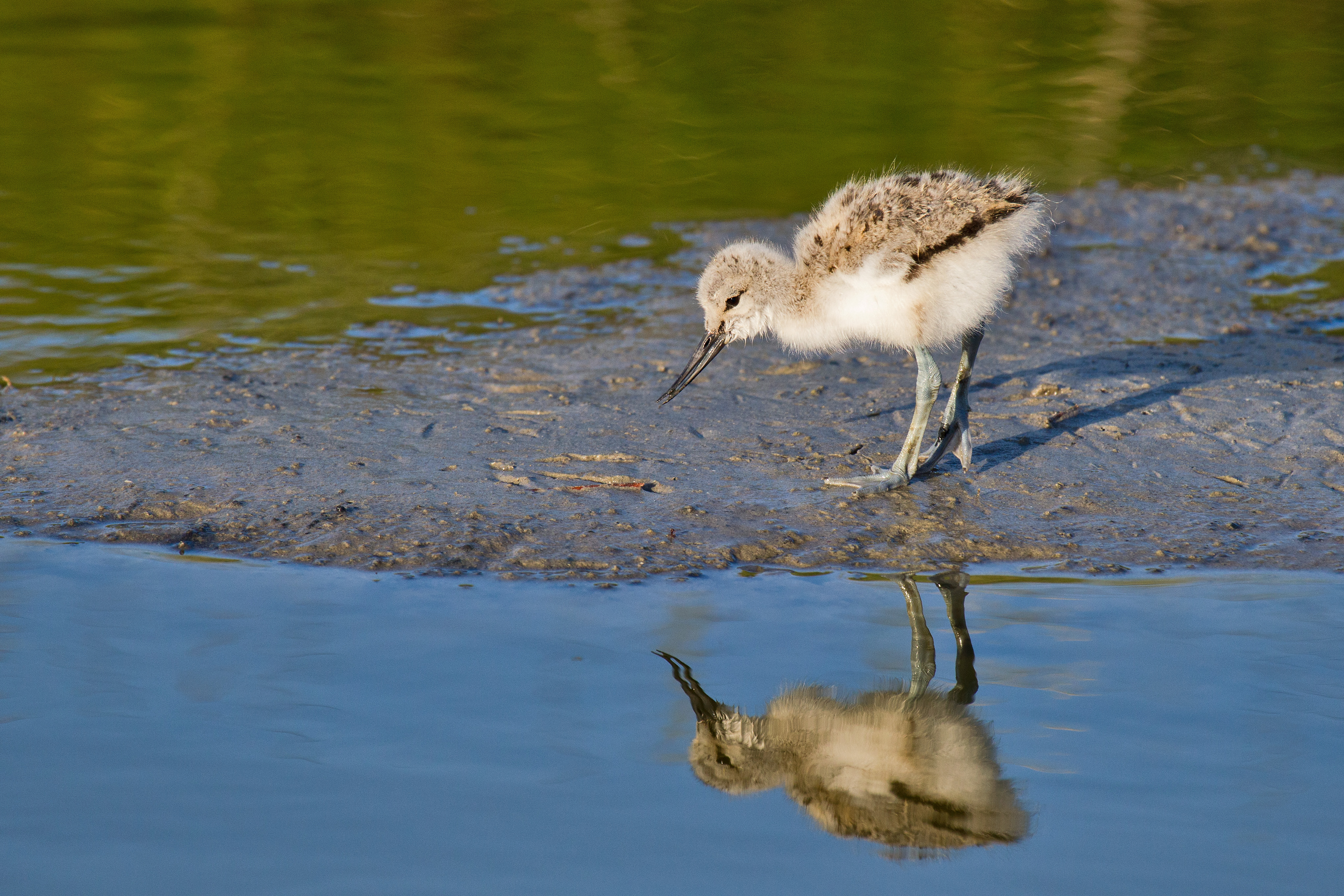
荷蘭特塞爾島鄰近Oosterend的一隻小鳥

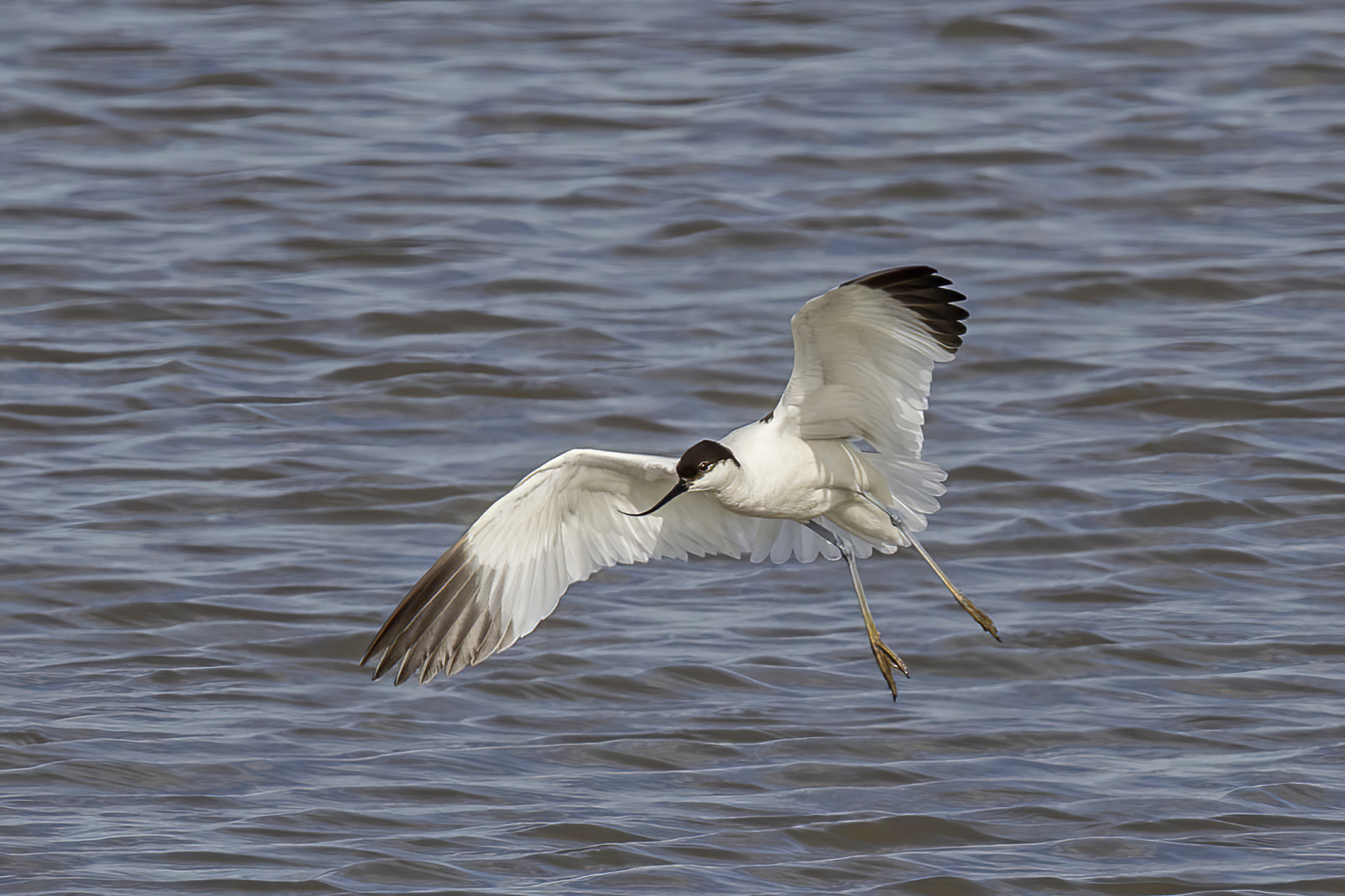
在英格蘭諾福克郡降落

## 描述
反嘴鷸是一種引人注目的白色涉禽，具有鮮明的黑色斑紋。成鳥擁有白色的羽衣，只有頭頂有黑色的帽子，翅膀和背部有黑色的斑塊。牠們有長長的向上翹起的喙和藍色的長腿。體長約16.5—17.75英寸（41.9—45.1 cm），其中喙長約2.95—3.35英寸（7.5—8.5 cm），腿長約3—4英寸（7.6—10.2 cm），翼展約30—31.5英寸（76—80 cm）。雄性和雌性外觀相似。幼鳥與成鳥相似，但帶有更多灰色和赭色的色調。
反嘴鷸的叫聲是遠距離傳播的、流動的、悅耳的kluit kluit.

## 行為
這些鳥類在淺鹹水或泥灘上覓食，常常在水中從一側到另一側掃動牠們的喙（這是一種只有反嘴鷸採用的獨特覓食技術）。牠們主要以甲殼類和昆蟲為食。
牠們的繁殖棲地是帶有鹹水和裸露泥土的淺湖。牠們在空曠地面上築巢，經常成群繁殖，有時與其他涉禽共同繁殖。牠們在襯墊的坑洞或植被堆上產下三到五枚鳥蛋。

## 在英國
反嘴鷸在1840年於英國被局部滅絕作為繁殖物種。 牠們在1947年於薩福克郡的Minsmere成功重建繁殖群體，並因此被選為英國皇家鳥類保護協會的標誌。 自那時以來，反嘴鷸在英國內陸及北方和西方擴展，並且已經在威爾士和2018年在蘇格蘭的Skinflats繁殖。 冬季時在敦夫里斯和Galloway的Browhouses亦有觀察到反嘴鷸。

## 圖庫

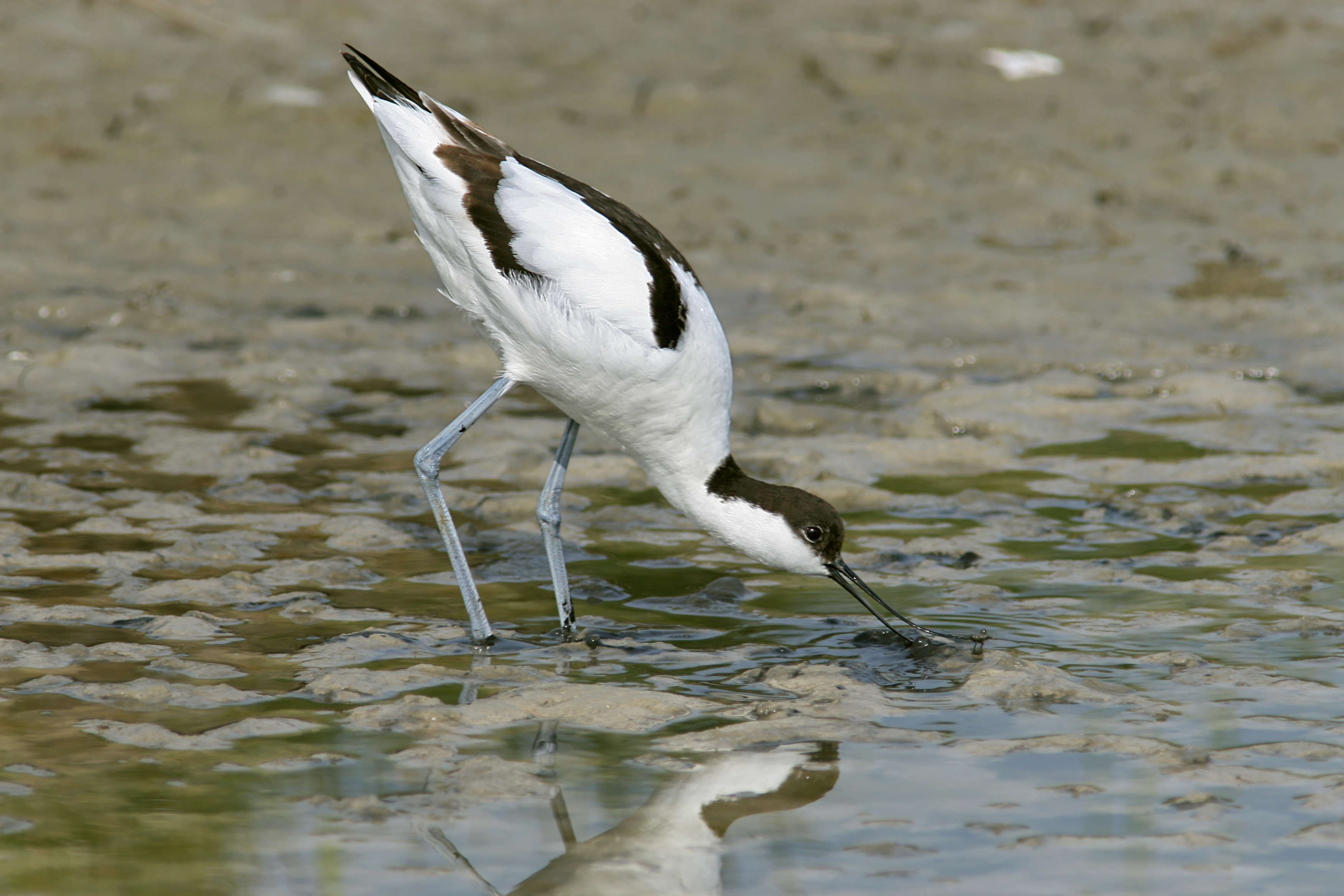
成鳥正在進食
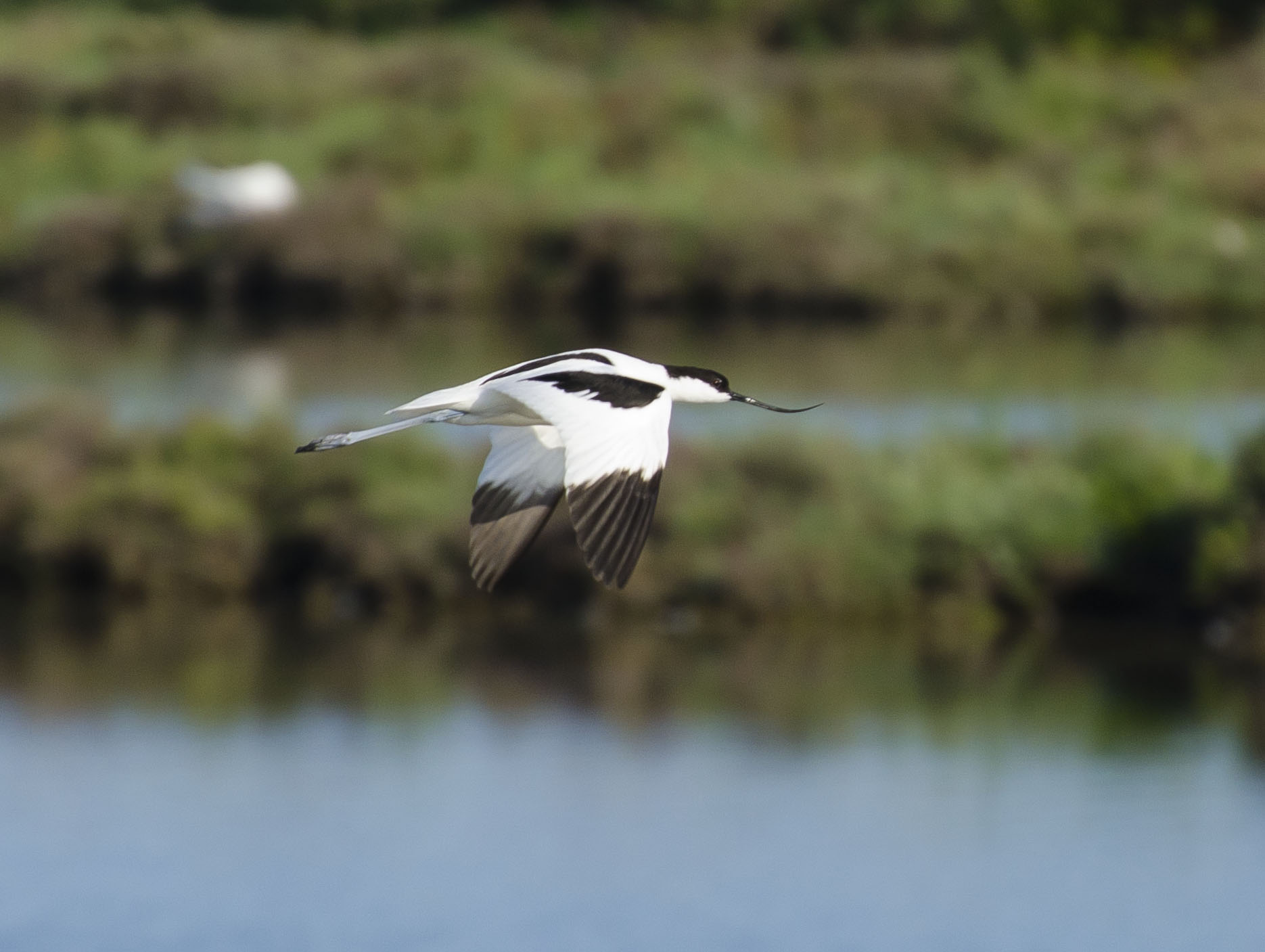
飛行中成鳥
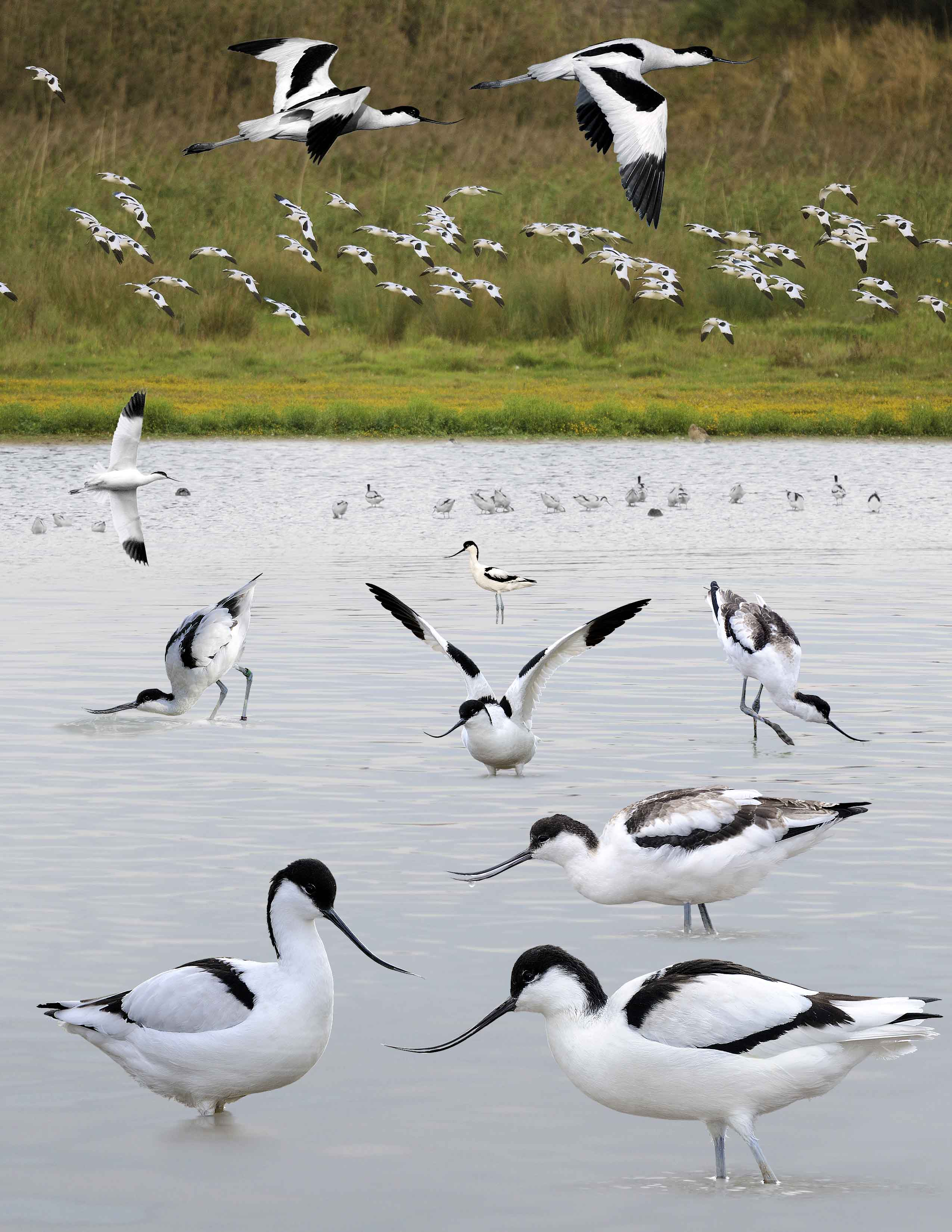
ID composite
- 顯示正在尋找食物
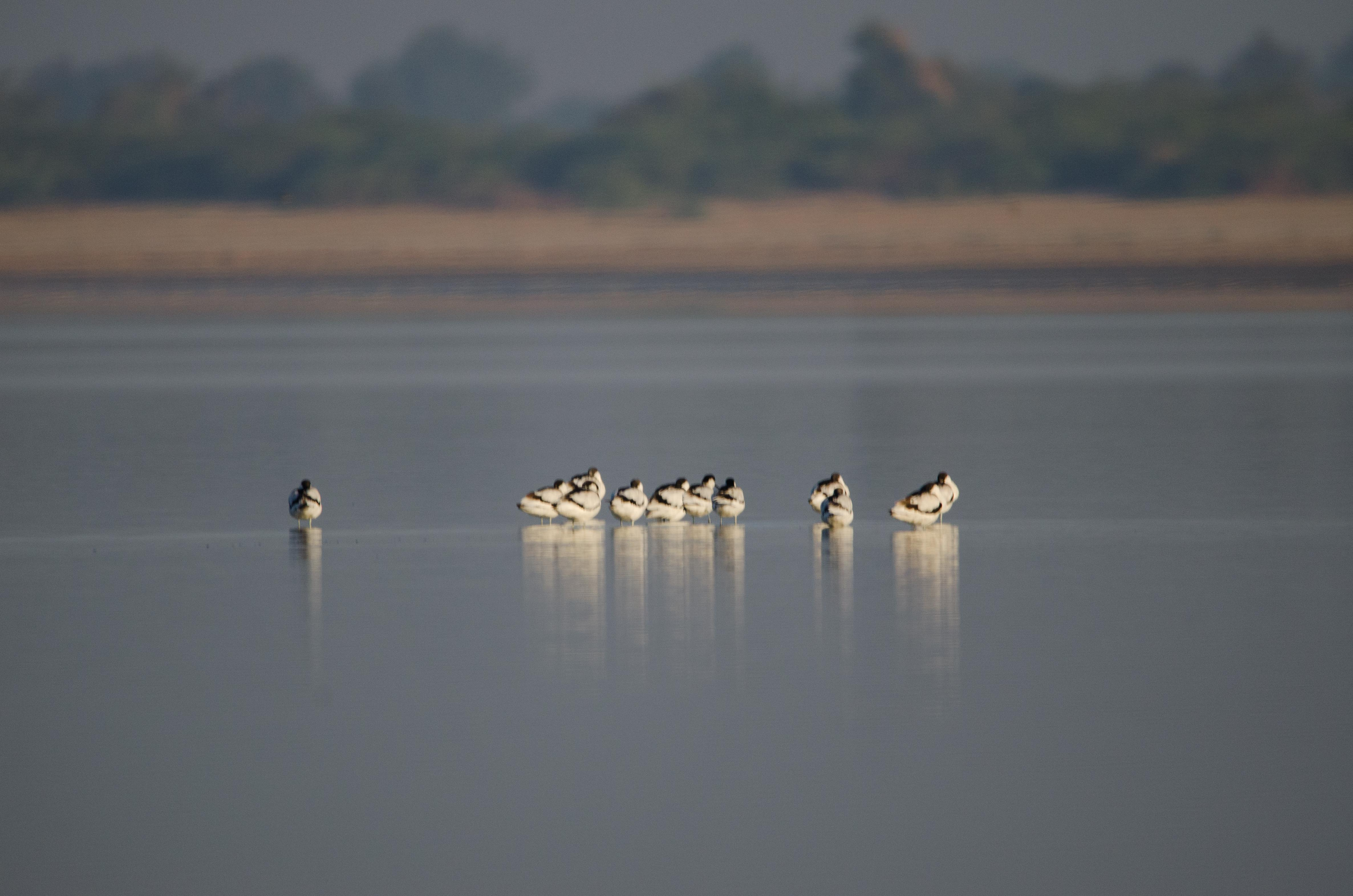
反嘴鷸 卡奇小牧場（Little Rann of Kutch）鹽沼，印度
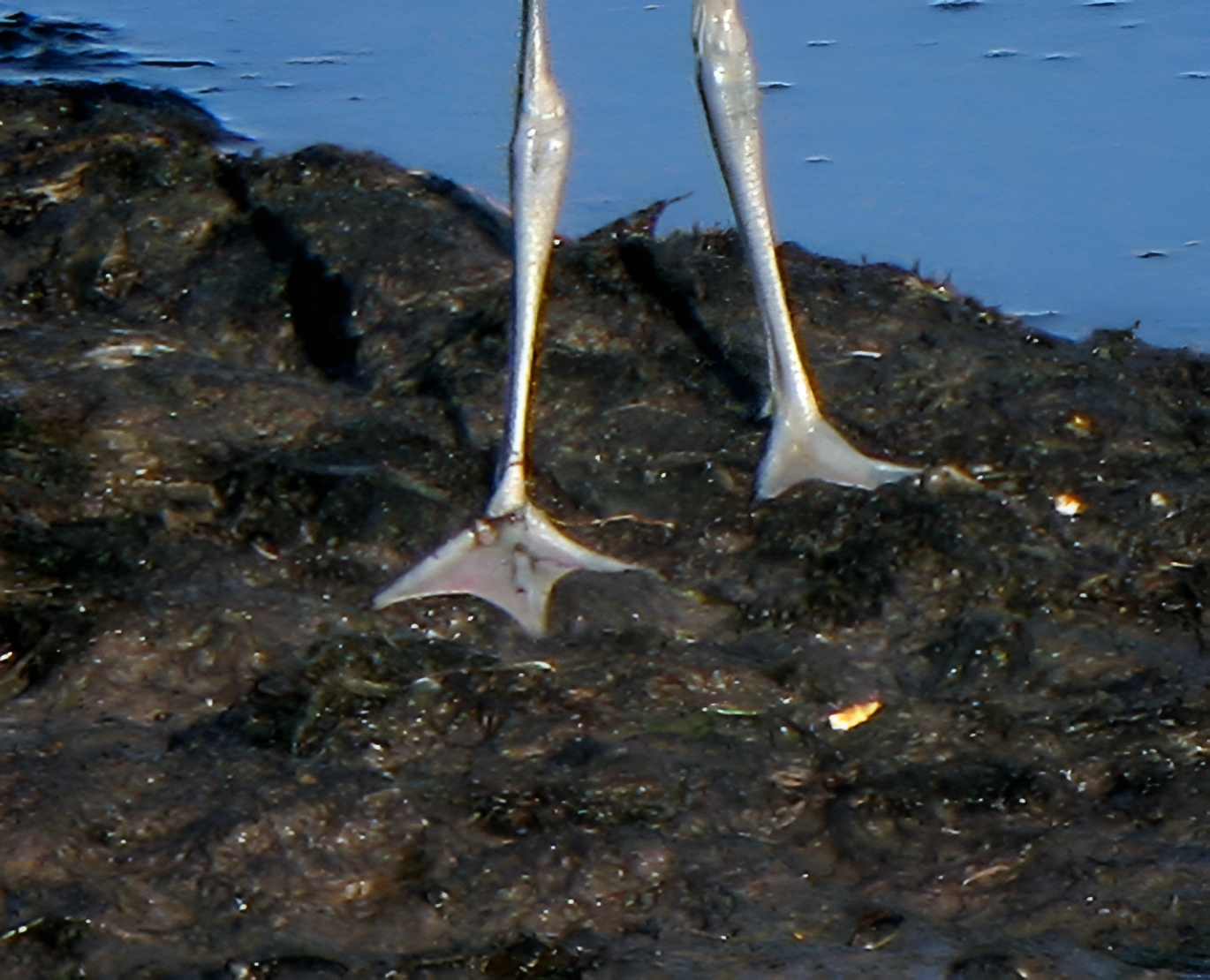
與其他涉禽不同，反嘴鷸有蹼，並且可以很好地游泳。

## 外部連結
- 反嘴鴴 - 台灣大百科全書（页面存档备份，存于）